# Handskrift

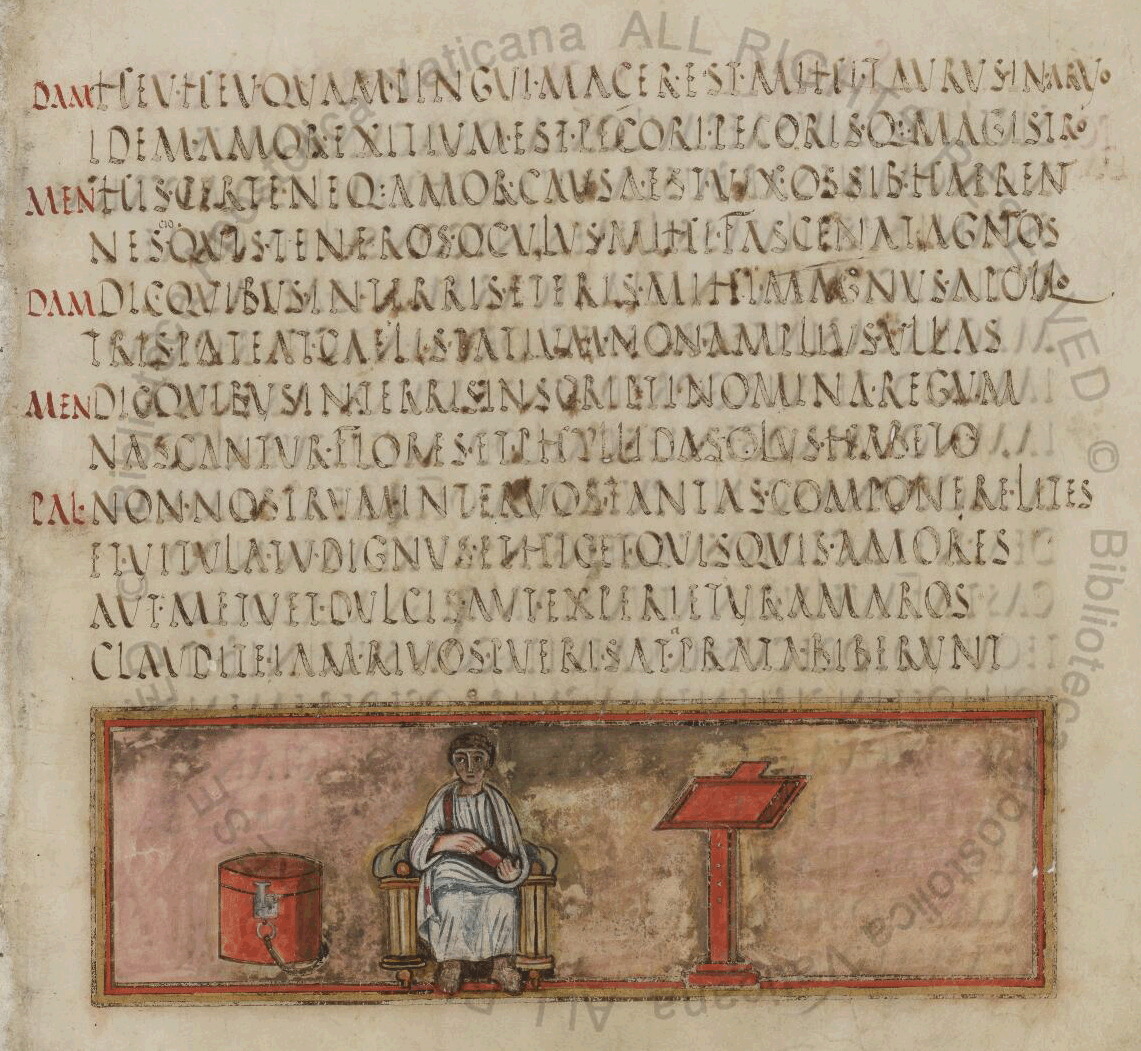
Sida ur Vergilius Romanus, en illustrerad handskrift från 400-talet med Vergilius verk.

Handskrift, även manuskript (lat. manu scriptus "skrivet med handen"), är en handskriven antik eller medeltida bok som ofta försetts med illuminationer; färglagda initialer (så kallade anfanger) och miniatyrer.

## Historia
Innan tryckkonsten (med färgade block i Kina och med rörliga typer i Europa) uppfanns, producerades och reproducerades all litteratur för hand. Manuskripten gjordes på rullar (volumen på latin) eller i böcker (kodex), bestående av papyrus, pergament eller papper. Även andra underlag som till exempel textil, palmblad eller bark har använts. I Ryssland har dokument skrivna på näver överlevt ända från 1000-talet.
När flera kopior av samma verk skulle framställas gjordes det ofta av flera skribenter samtidigt i skrivstugor, från ett enda original som lästes högt. Det gjorde att olika handskrifter kunde skilja sig åt, framförallt efter flera kopieringar. Under den klassiska perioden i Europa, det vill säga de första århundradena e.Kr., skrevs manuskript utan mellanrum mellan orden (scriptio continua), vilket gör det svårt för otränade att läsa texterna. Bevarade kopior från 300-talet e.Kr använder i regel enbart versaler (majuskler). Något senare övergick man till minuskelskrift.
De äldsta manuskripten har bevarats genom att förvaringsplatserna/fyndplatserna varit mycket torra, antingen i sarkofager i egyptiska gravar, återanvända som mumie-bindor, i torra grottor (se Dödahavsrullarna), eller nergrävda i ökensand eller till och med vulkanaska (se Herculaneum). Även vissa klosterbibliotek har bevarat mycket gamla handskrifter.
Studiet av skriften i de bevarade manuskripten och manuskriptfragmenten kallas paleografi.